# Боевое слаживание

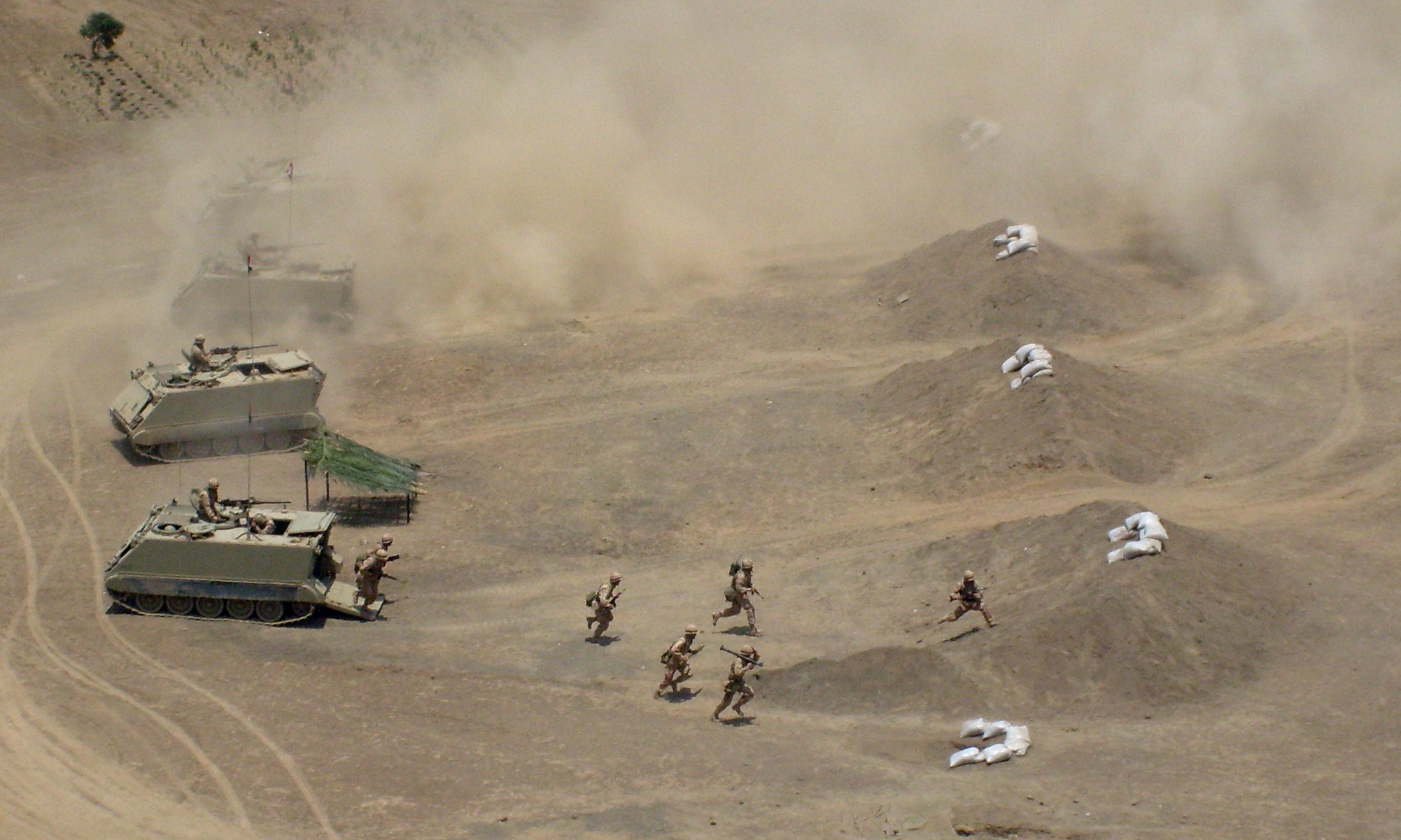
Тактическая подготовка.
На фото боевое слаживание мотопехотного взвода в обороне.
Перу, 2007 год.

Боевое слаживание (слаживание) — элемент тактической (тактико-специальной) подготовки, комплекс тренировочных мероприятий по обучению отмобилизованных военнослужащих согласованным действиям в составе своего подразделения (экипажа, расчёта, корабля, штаба и тому подобное). 
При этом конечной целью является нарабатывание умений и навыков, необходимых для чёткого выполнения своих функциональных обязанностей с учётом конкретных особенностей предстоящего театра войны (театра боевых действий), местности и времени года.

Состоит из трех этапов:
- индивидуальная подготовка каждого военнослужащего к выполнению его непосредственных служебных функций;
- слаживание штабов и управлений воинских соединений, частей и подразделений;
- боевое слаживание подразделений и воинских частей.

Проведение боевого слаживания должно обеспечивать практическую направленность и последовательность обучения в соответствии с боевым предназначением. Имеет смысл начинать боевое слаживание только после укомплектования формирования (части, соединения и так далее) по полному штату как личным составом, так и вооружением и военной техникой.